# Vòng cung tròn chân trời

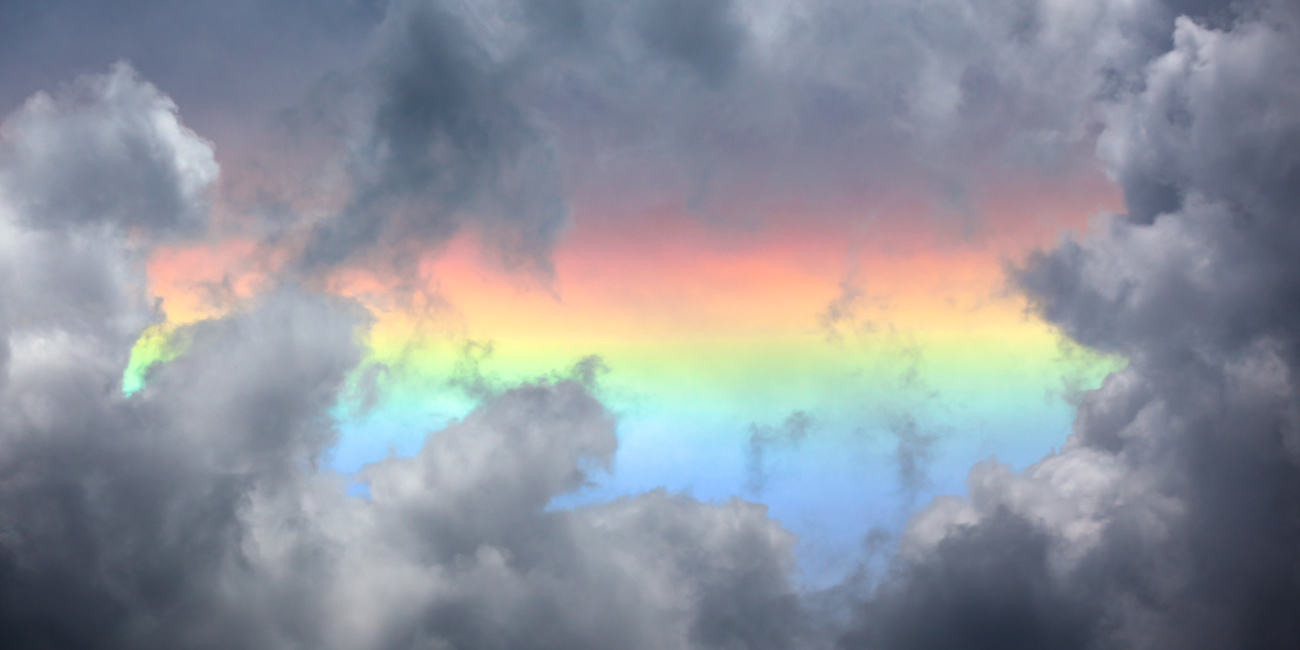
Cầu vồng lửa ở vùng núi Himalaya

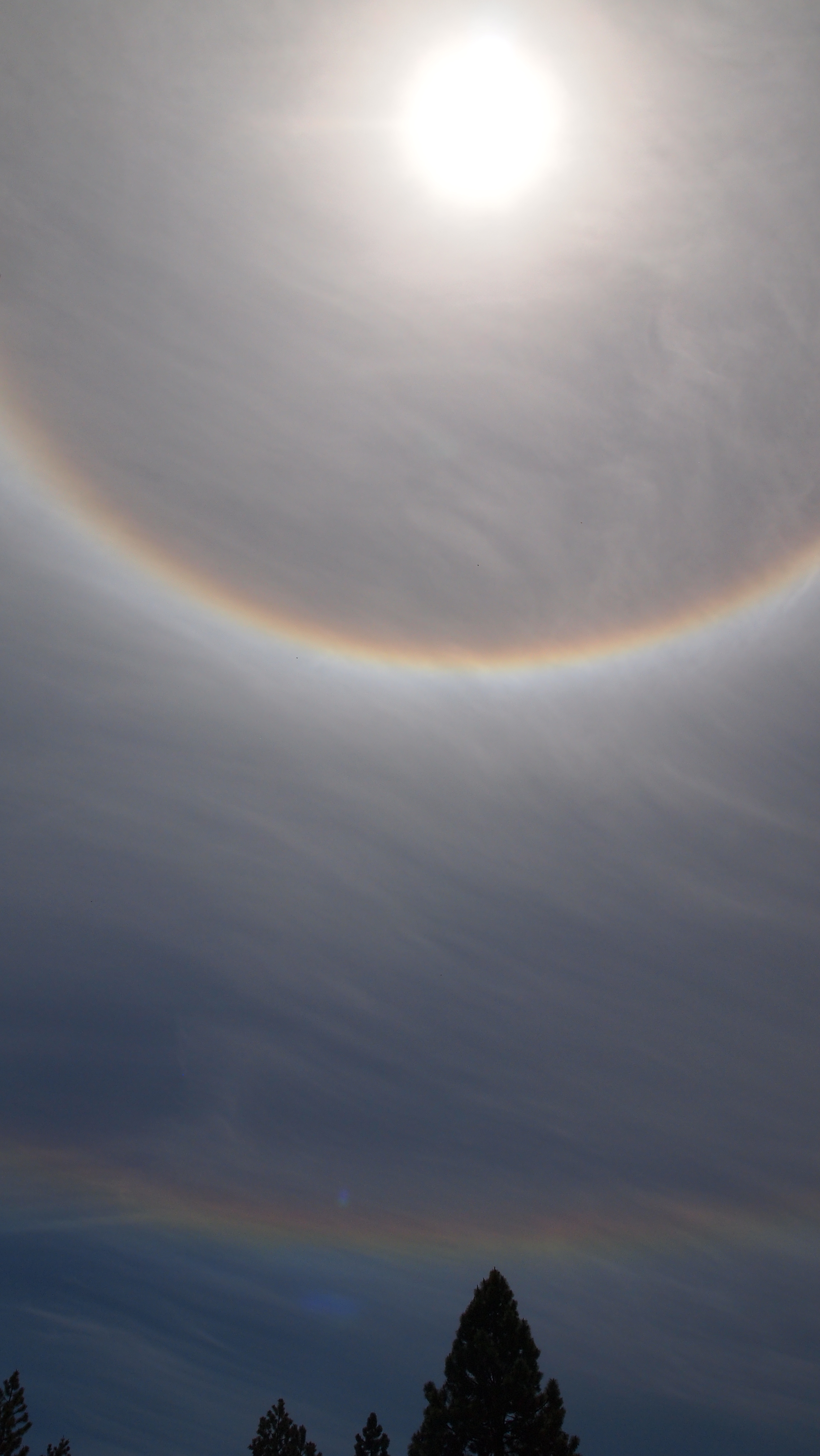
Một cầu vồng lửa (dưới) liên quan đến một hào quang ngoại tiếp (trên), Oregon. Ảnh chụp bởi Shayla Doering.

Vòng cung tròn chân trời (tên tiếng Anh: circumhorizontal arc) hay Cầu vồng lửa là một hiện tượng quang học, thuộc loại hào quang được hình thành bởi sự khúc xạ của ánh nắng mặt trời hoặc ánh trăng tại các đĩa tinh thể băng lơ lửng trong khí quyển, điển hình là trong các đám mây ti hoặc mây ti tầng. Ở dạng đầy đủ, cầu vồng lửa có hình dạng một dải màu lớn, phổ màu rực rỡ (màu đỏ là màu trên cùng) chạy song song với đường chân trời, nằm xa bên dưới Mặt Trời hoặc Mặt Trăng. Khoảng cách giữa cầu vồng lửa với Mặt Trời hoặc Mặt Trăng xa gấp đôi so với hào quang 22°. Thông thường, khi đám mây hình thành hào quang nhỏ hoặc loang lổ, chỉ có thể nhìn thấy các dải màu của cầu vồng lửa. Như tất cả các loại hào quang, nó có thể được tạo ra bởi Mặt Trời cũng như Mặt Trăng (nhưng hiếm hơn nhiều).
Hiện tại tên khác được chấp nhận thay cho "vòng cung tròn chân trời" (circumhorizon arc) là "vòng cung đĩa 46° đối xứng dưới" (lower symmetric 46° plate arc) Thuật ngữ gây nhầm lẫn "cầu vồng lửa" (fire rainbow) đôi khi được sử dụng để mô tả hiện tượng này, mặc dù nó không phải là cầu vồng, cũng không liên quan đến lửa. Thuật ngữ này, dường như được đặt ra vào năm 2006, có thể bắt nguồn từ sự xuất hiện thường xuyên của cầu vồng lửa dưới dạng "ngọn lửa" trên bầu trời, khi nó xuất hiện trong những đám mây ti.

## Hình thành
Hào quang này được hình thành bởi ánh sáng mặt trời chiếu vào các tinh thể băng dạng tấm phẳng hình lục giác nằm ngang, đi vào một mặt bên thẳng đứng và ra ngoài qua mặt đáy nằm ngang (độ dày của tấm phẳng không ảnh hưởng đến sự hình thành của hào quang). Về nguyên tắc, các tinh thể cung Parry cũng có thể tạo ra cầu vồng lửa, mặc dù điều này là hiếm. Góc độ 90° giữa các mặt vào và mặt ra của tia tạo ra các màu quang phổ tách biệt. Vòng cung chân trời chỉ giới hạn trong một góc đáng kể và hiếm khi là một vòng cung tròn đầy đủ. Khi chỉ có các mảnh của đám mây ti ở một vị trí đặc biệt trên bầu trời và với vị trí Mặt Trời thích hợp, cầu vồng lửa có thể tỏa sáng với màu sắc quang phổ.

## Tần suất
Tần suất nhiều hay ít khi một cầu vồng lửa được nhìn thấy, phụ thuộc vào vị trí và vĩ độ của người quan sát. Ở Hoa Kỳ, nó là một loại hào quang tương đối phổ biến, được thấy nhiều lần vào mùa hè ở bất kỳ một nơi nào. Ngược lại, nó là một hiện tượng hiếm thấy ở Bắc Âu vì nhiều lý do. Để có loại hào quang này, ngoài việc các đám mây có băng phải ở đúng vị trí trên bầu trời, còn yêu cầu nguồn sáng (Mặt Trời hoặc Mặt Trăng) rất cao trên bầu trời, ở độ cao 58° hoặc cao hơn. Điều này có nghĩa là cầu vồng lửa do Mặt Trời không thể tìm thấy ở các vĩ độ cao hơn 55°B hoặc 55°N. Trong khi đó cầu vồng lửa Mặt Trăng có thể được thấy ở hầu hết vĩ độ, nhưng nó hiếm hơn nhiều vì nó đòi hỏi một Mặt Trăng gần như phải thật tròn để tạo ra đủ ánh sáng. Tại các vĩ độ nơi có cầu vồng lửa Mặt Trời, nó có thể được thấy vào khoảng gần ngày hạ chí trong một khoảng thời gian ngắn hoặc dài hơn, có thể tra cứu các khả năng xuất hiện cho các mùa và vĩ độ khác nhau ở đây. Ví dụ, ở London, nước Anh, Mặt Trời chỉ đủ cao trong vòng 140 giờ ban ngày vào từ khoảng giữa tháng 5 đến cuối tháng 7, trong khi ở Los Angeles có Mặt Trời cao hơn 58° trong 670 giờ ban ngày từ cuối tháng 3 đến cuối tháng 9.

## Cầu vồng lửa nhân tạo
Một thí nghiệm dùng cốc nước thủy tinh (được biết đến từ ít nhất từ năm 1920) có thể được chỉnh sửa một chút để tạo ra một vòng cung tròn chân trời nhân tạo. Chiếu sáng với một góc rất dốc từ phía dưới vào mặt bên của một cốc thủy tinh hình trụ, chứa nước gần đầy để khúc xạ ánh sáng vào trong nước. Cốc thủy tinh nên được đặt ở cạnh của một cái bàn. Sự khúc xạ thứ hai ở mặt phân cách với không khí phía trên sau đó sẽ chiếu một hình hyperbol ánh sáng lên một bức tường thẳng đứng phía sau. Khúc xạ tổng thể được chứng tỏ là tương đương với sự khúc xạ thông qua một tinh thể tấm lục giác thẳng đứng, bằng cách xét trung bình góc quay. Một vòng cung tròn chân trời nhân tạo đầy màu sắc sau đó sẽ xuất hiện chiếu trên tường. Nếu thay cho bức tường ta có thể sử dụng màn chiếu khác có dạng hình cầu để vòng cung có vẻ cong giống với tự nhiên hơn. Các hào quang nhân tạo khác có thể được tạo ra bằng các phương tiện tương tự.

## Các hiện tượng quang học tương tự
Mây cầu vồng lửa, đặc biệt là khi chỉ có thể được nhìn thấy các mảng màu của nó, đôi khi bị nhầm lẫn với hiện tượng mây ngũ sắc (hay mây ánh kim). Hiện tượng này cũng làm cho các đám mây xuất hiện nhiều màu, nhưng nó bắt nguồn từ sự nhiễu xạ (thường là do các giọt nước dạng lỏng hoặc tinh thể băng nhỏ) thay vì khúc xạ. Hai hiện tượng trên có thể được phân biệt bằng một số đặc điểm riêng:
- Thứ nhất, một vòng cung tròn chân trời luôn luôn có vị trí cố định trên bầu trời so với Mặt Trời hoặc Mặt Trăng (cụ thể là bên dưới nó ở một góc 46°), trong khi mây ngũ sắc có thể xuất hiện ở các vị trí khác nhau (thường trực tiếp quanh Mặt Trời hoặc Mặt Trăng).
- Thứ hai, các dải màu trong một vòng cung tròn chân trời luôn chạy theo phương ngang với màu đỏ ở trên, trong khi ở đám mây ánh kim, chúng ngẫu nhiên hơn nhiều về trình tự màu sắc và hình dạng, gần như theo các đường viền của đám mây tạo ra nó.
- Cuối cùng, màu sắc của một vòng cung tròn chân trời là đơn nhất và là các màu quang phổ (nhiều hơn so với trong một cầu vồng), trong khi màu sắc của ánh kim trong một đám mây có vẻ ngoài "xà cừ" hơn (có một số màu không quang phổ).

Nó cũng có thể bị nhầm với các loại hào quang khác, chẳng hạn như mặt trời giả hoặc vòng cung tròn thiên đỉnh, nhưng vẫn có thể dễ dàng phân biệt bời các vị trí xuất hiện hoàn toàn khác nhau của chúng so với Mặt Trời hoặc Mặt Trăng. Khó khăn hơn là sự phân biệt giữa cầu vồng lửa và vòng cung tiếp tuyến bên dưới, cả hai đều gần như hoàn toàn giống nhau khi Mặt Trời hoặc Mặt Trăng ở một độ cao lớn. Sự khác biệt là vòng cung tròn chân trời luôn luôn chạy song song với đường chân trời (mặc dù hình ảnh thường cho thấy nó là một đường hơi cong do biến dạng phối cảnh), trong khi vòng cung bên dưới hướng nhọn lên trên ở hai đầu.

## Thư viện ảnh

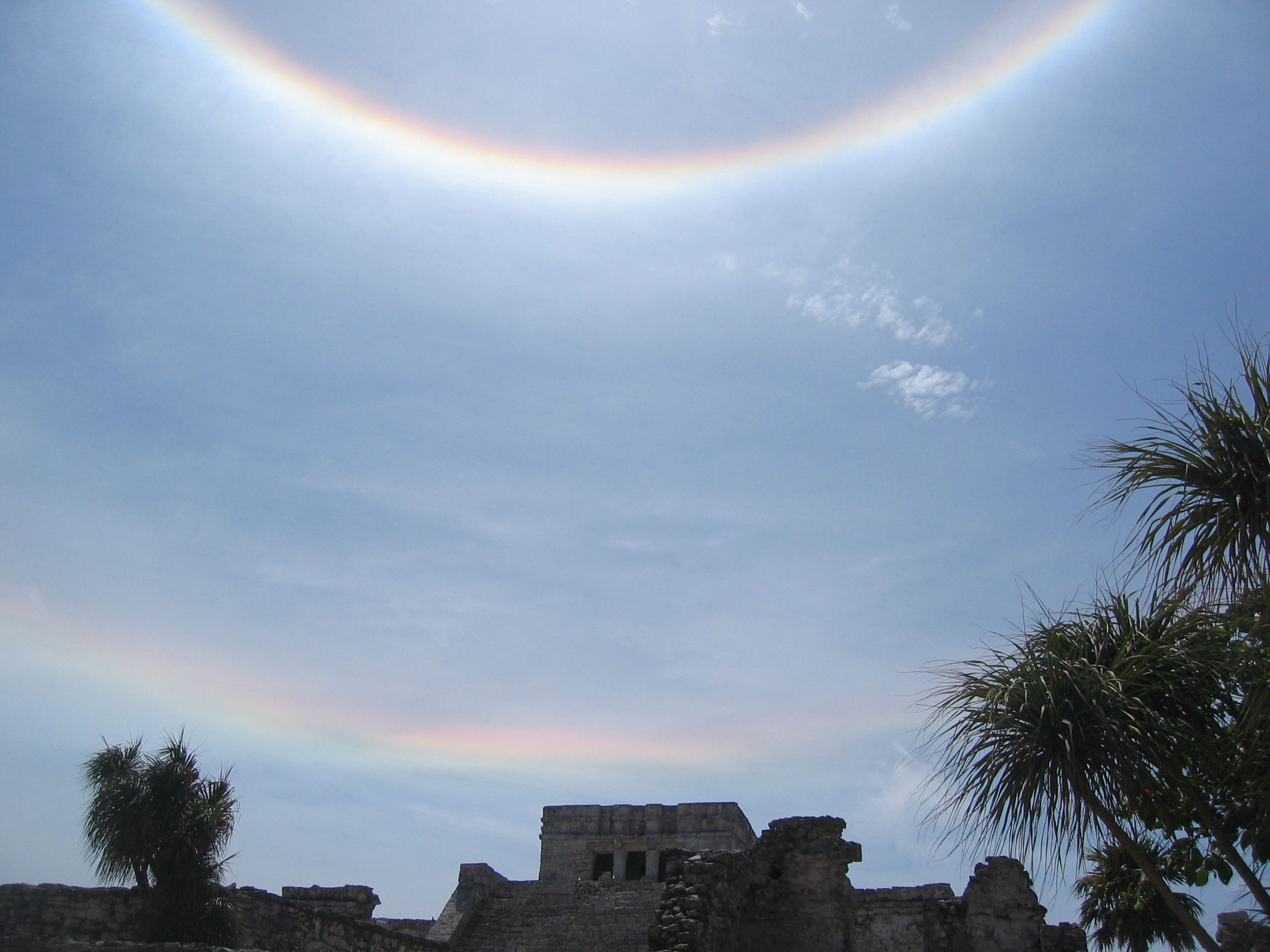
Một hào quang ngoại tiếp hoặc hào quang 22° (trên cùng) cùng với một cầu vồng lửa (dưới), chụp ảnh ở Mexico
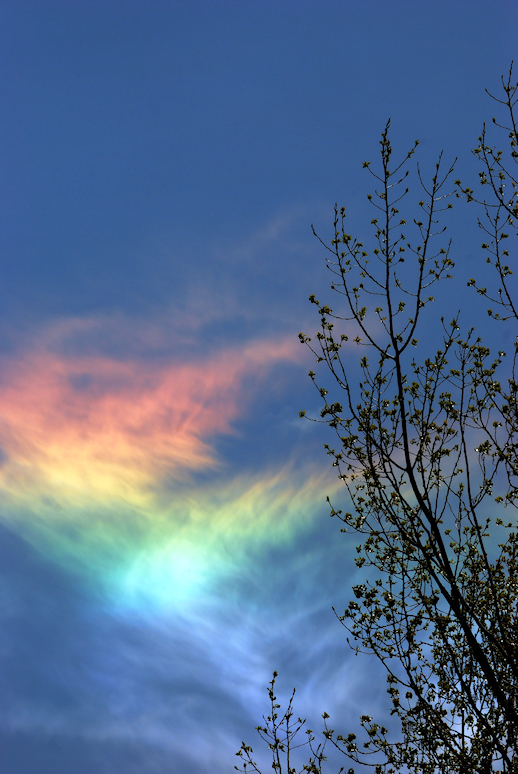
Ảnh chụp tại Ravenna, Michigan, bang Michigan
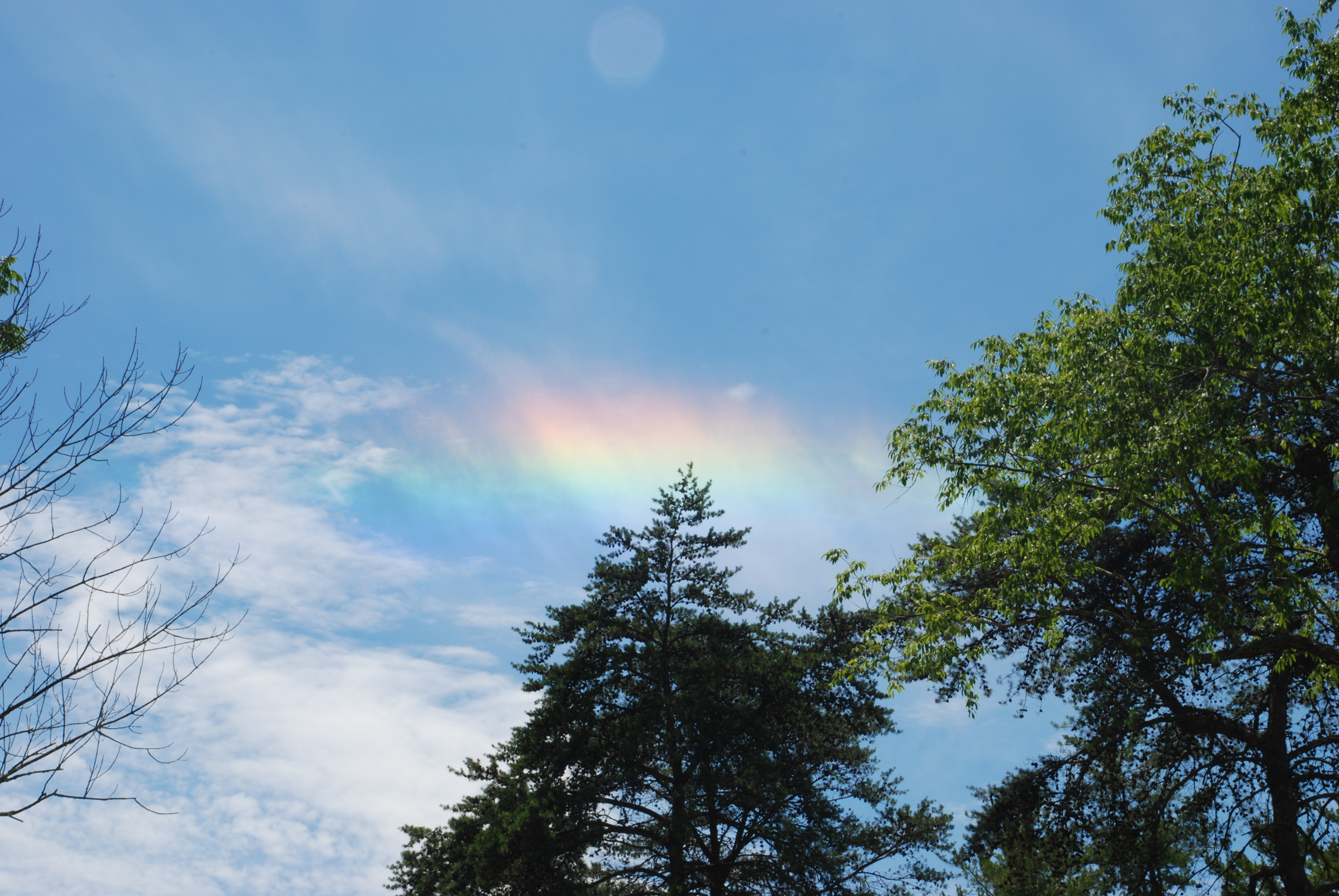
Xuất hiện ở Hocking Hills, Ohio
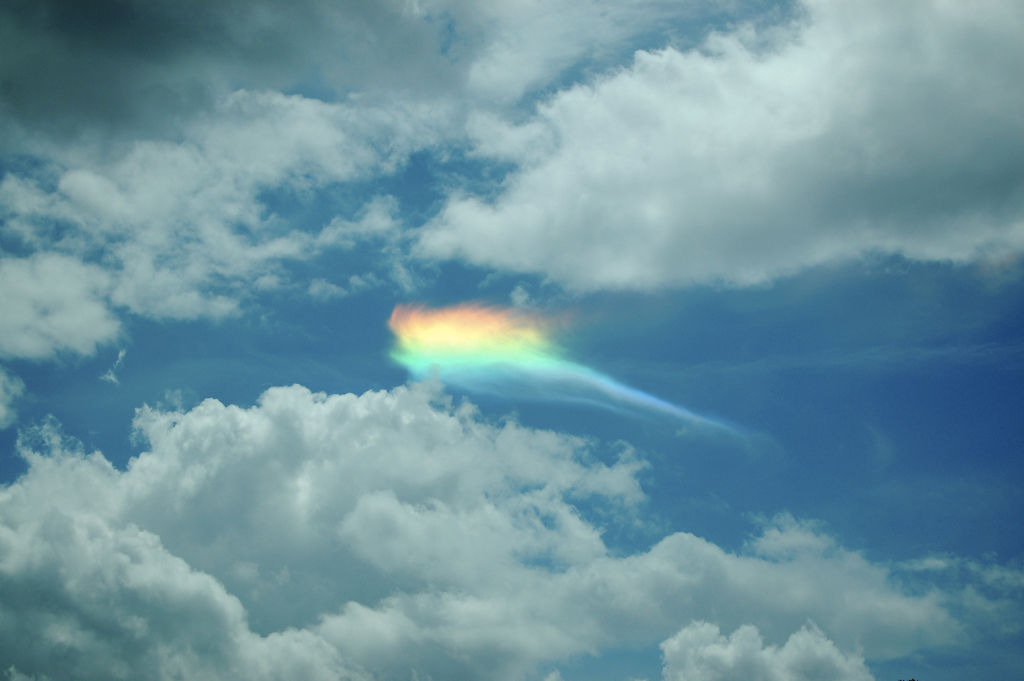
Hình chụp tại Alentejo, Portugal
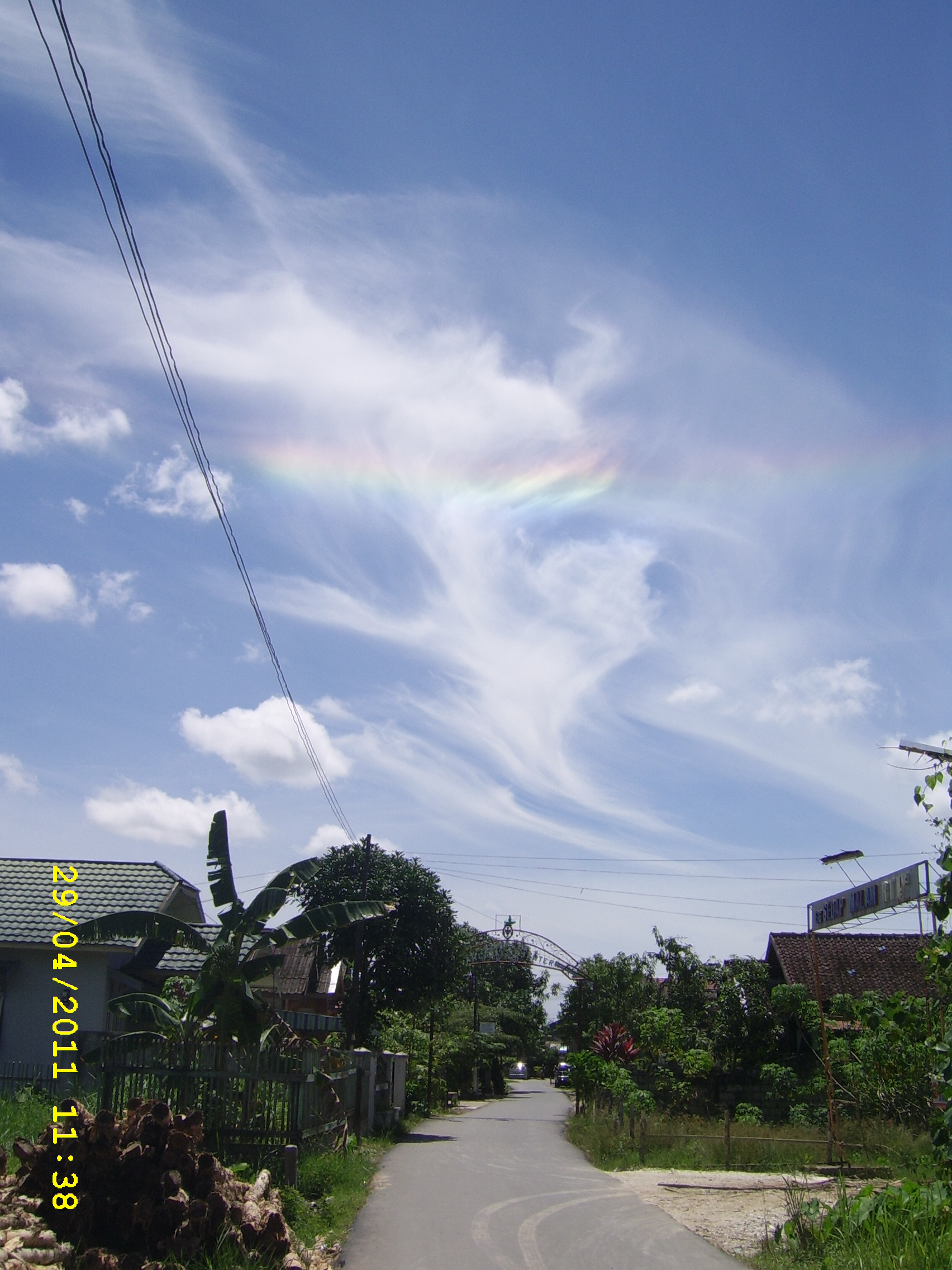
Hình chụp tại Banjarmasin, Indonesia
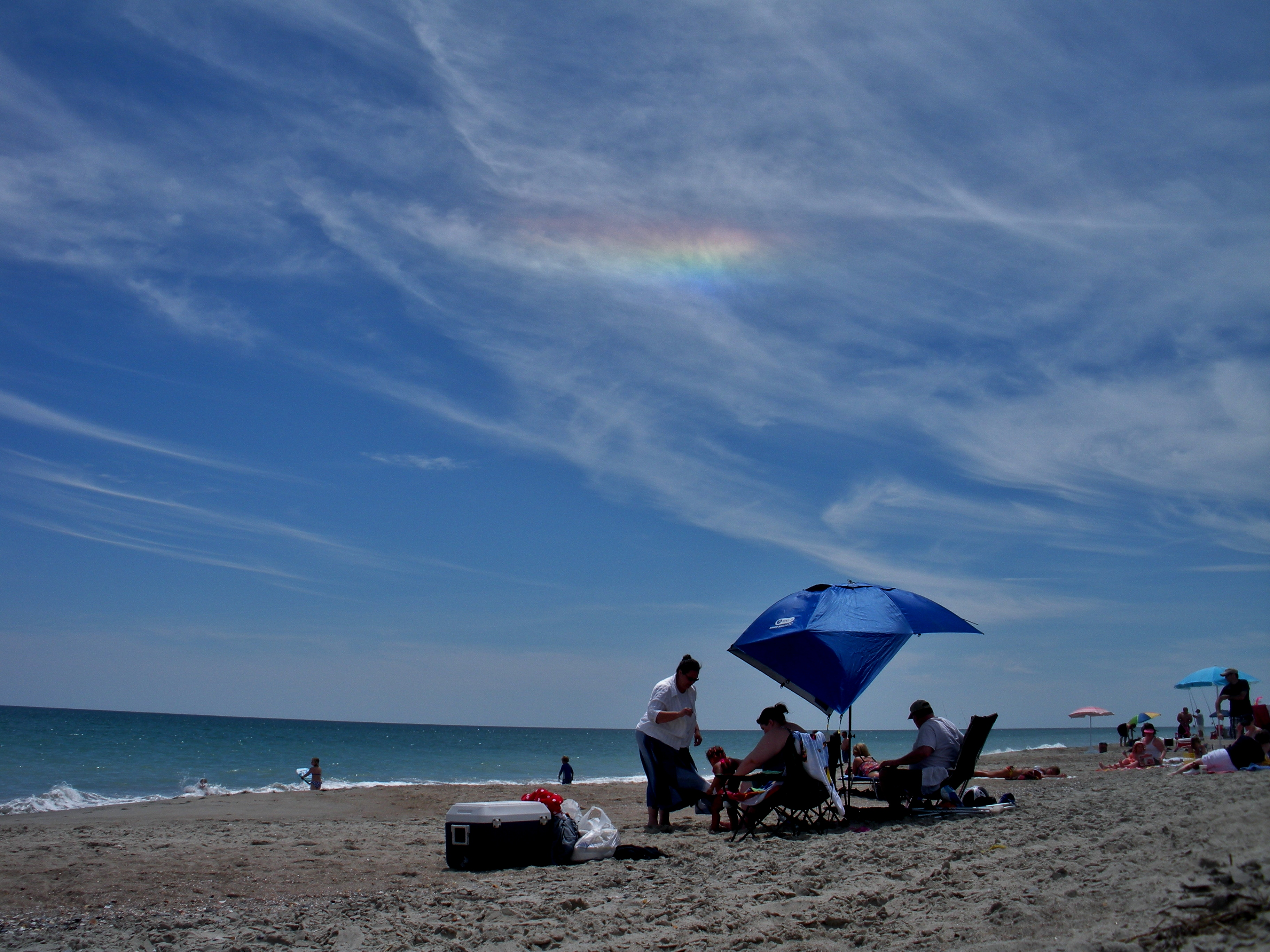
Hình chụp tại Emerald Isle, North Carolina
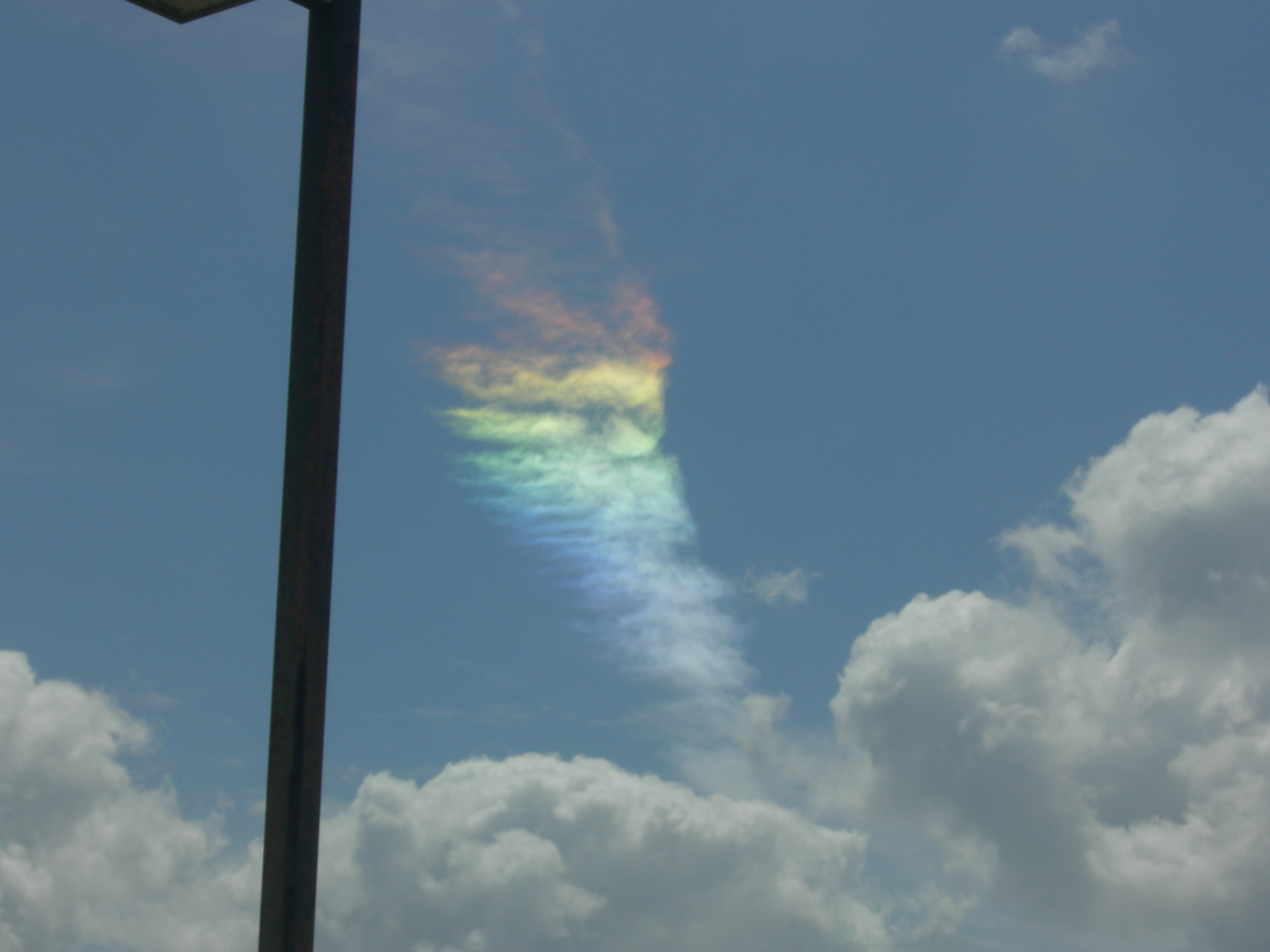
Ảnh chụp gần Trung tâm vũ trụ Kennedy, Florida
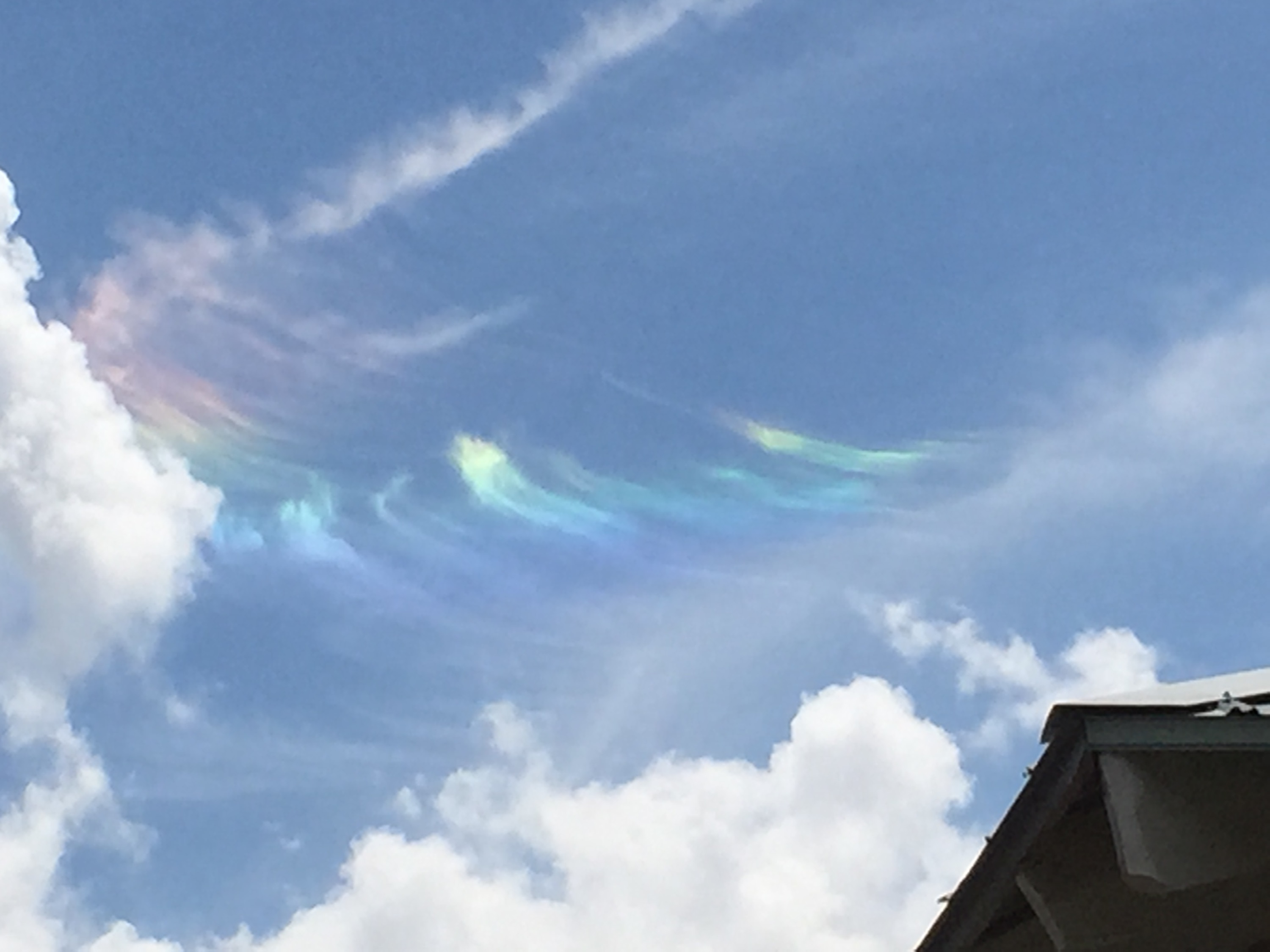
Gần Lewisville, Texas
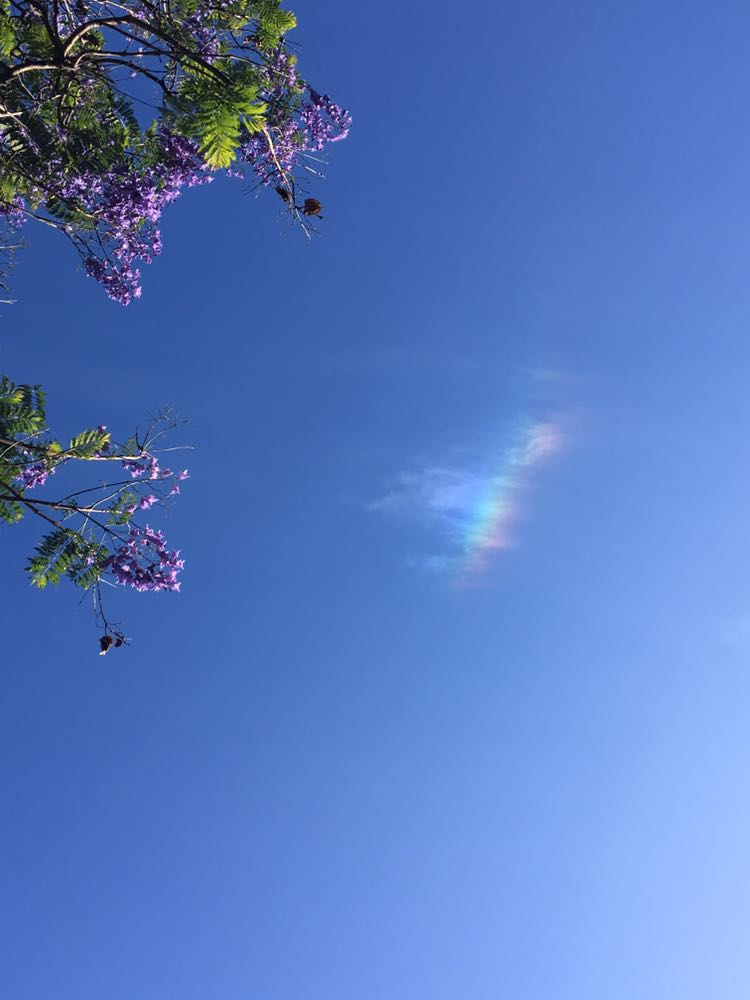
Ảnh chụp tại Parque Las Heras, Buenos Aires, ngày 5 tháng 12, 2017.
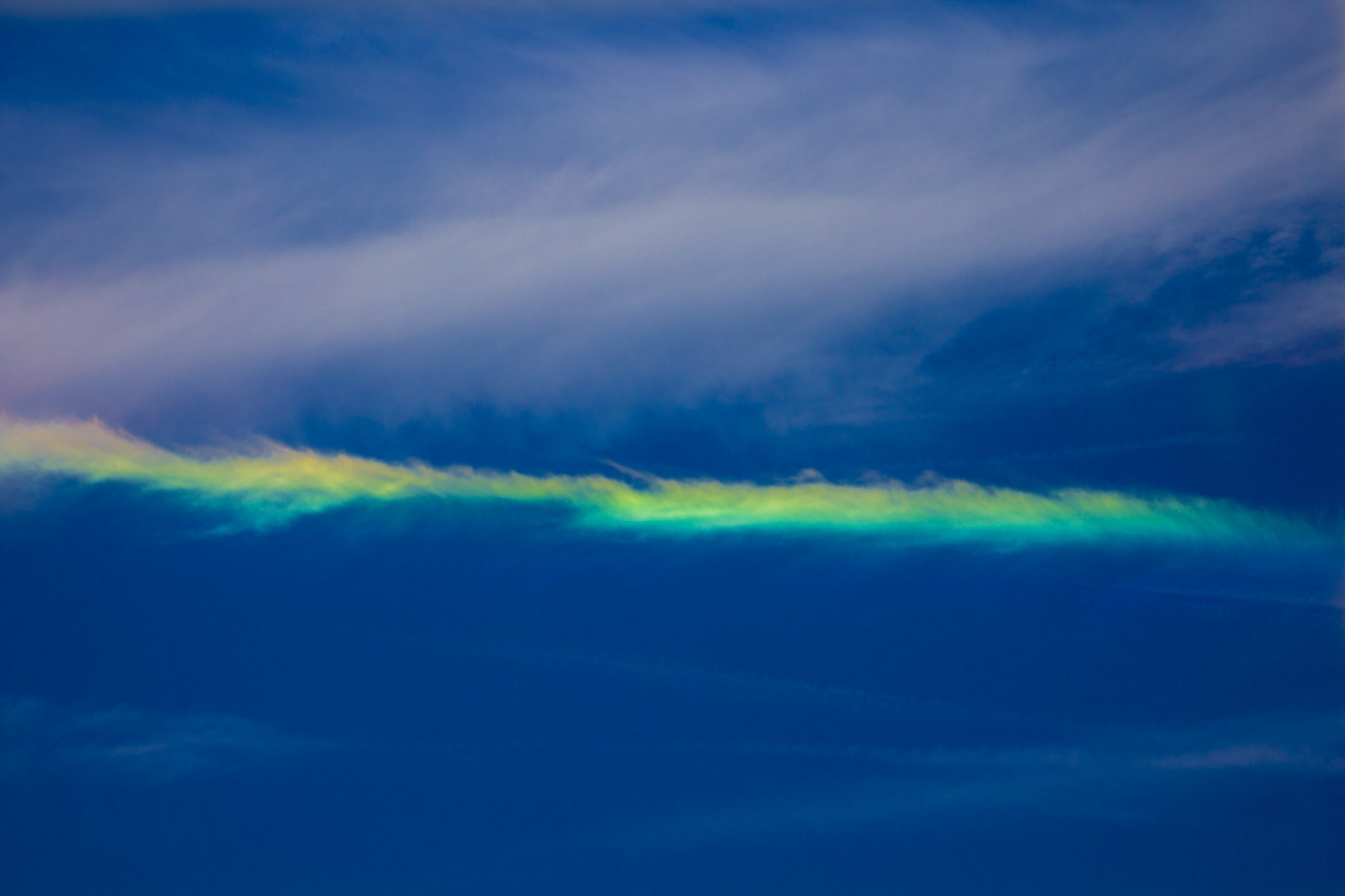
Chụp tại Wrightsville, Pennsylvania vào tháng 7, 2016.